# La bella addormentata nel bosco (film)
La bella addormentata nel bosco (Sleeping Beauty) è un film d'animazione del 1959 diretto da Clyde Geronimi, Eric Larson, Wolfgang Reitherman e Les Clark, realizzato con la tecnica dell'animazione e prodotto da Walt Disney basandosi sulla fiaba La bella addormentata di Charles Perrault.
È il 16º Classico Disney e uscì negli Stati Uniti il 29 gennaio 1959 distribuito dalla Buena Vista Distribution.
Sulla scia di Biancaneve e i sette nani e Cenerentola, lo Studio riprese una classica fiaba popolare nel tentativo di ottenere nuovamente un grande successo, ma, malgrado la grande e ambiziosa qualità tecnica, all'uscita il film ottenne un riscontro molto freddo; il deludente incasso iniziale e l'accoglienza discordante della critica furono tali che La bella addormentata nel bosco fu l'ultimo adattamento di una fiaba prodotto dalla Disney per i successivi trent'anni (lo Studio ritornò al genere solo molto tempo dopo la morte di Walt Disney, con l'uscita de La sirenetta nel 1989). Il film fu col tempo totalmente rivalutato e ad oggi è annoverato tra i capolavori della Disney per il suo carattere sofisticato e ricercato.
Il film si ispira graficamente alle miniature gotiche del libro Très Riches Heures du duc de Berry, catapultando lo spettatore in uno scenario bucolico e medievaleggiante dal tratto acuminato e preciso.
Un remake/spin-off live action della pellicola fu realizzato nel 2014: Maleficent con Angelina Jolie nel ruolo di Malefica ed Elle Fanning nel ruolo della principessa Aurora.

## Trama
Francia, XIV secolo. Il re Stefano e la sua consorte, la regina Leah, accolgono la nascita della loro figlia, la principessa Aurora, e proclamano una giornata di festa. Durante il suo battesimo viene ufficialmente promessa la sua mano al principe Filippo il figlio del re Uberto, in modo che i due regni siano per sempre uniti.
Tre fate buone – Flora, Fauna e Serenella – benedicono la bambina con dei doni. Dopo che le prime due le hanno donato rispettivamente la bellezza e il canto, appare la strega Malefica, arrabbiata per non essere stata invitata. Ella lancia una maledizione su Aurora: prima che il sole tramonti il giorno del suo sedicesimo compleanno, la principessa si pungerà il dito con il fuso di un arcolaio e morirà, per poi sparire. Siccome la sua magia non è abbastanza forte da annullare l'incantesimo, Serenella usa la sua benedizione rimasta inespressa per indebolire la maledizione: invece di morire, Aurora cadrà in un sonno profondo dal quale può essere svegliata solo ricevendo il primo bacio d'amore. Stefano ordina che tutti gli arcolai del regno vengano bruciati, ma le fate sanno che l'incantesimo non può essere fermato così facilmente. Le tre con il consenso dei sovrani, nascondono Aurora in un cottage nella foresta per poi crescerla fino al suo sedicesimo compleanno, fingendosi tre mortali.
Col passare degli anni Malefica scopre che i  mostriciattoli al suo servizio non hanno trovato Aurora non avendo capito che sarebbe cresciuta e affida il compito al suo fidato corvo Diablo, dopo avergli dato una descrizione fisica di come sarebbe cresciuta la ragazza.
Aurora cresciuta sotto il nome di Rosaspina, è  ignara delle sue origini, le fate il giorno del suo sedicesimo compleanno, la mandano a raccogliere delle bacche per prepararle una festa a sorpresa. Cantando, la fanciulla attira l'attenzione di Filippo, ora un bel giovane: i due si innamorano immediatamente e, senza che nessuno sappia dell'identità dell'altro, Aurora lo invita alla capanna quella sera. Nel cottage, le fate decidono di usare dopo anni la magia, avendo avuto problemi col vestito e la torta, per il compleanno, dopo aver bloccato porte e finestre, ma Flora e Serena litigano sul colore dell'abito della principessa; il trambusto attira l'attenzione del corvo di Malefica, Diablo, in quanto il camino non è stato bloccato. Quando Aurora torna a casa, dice alle fate di essersi innamorata di un ragazzo. Le tre sono costrette a rivelarle la sua vera identità e del fatto che sia già stata promessa a un principe alla sua nascita, mentre il corvo vola a riferirlo alla sua padrona. Nel frattempo, Filippo racconta a suo padre di aver incontrato una contadina e di volerla sposare entrambi ignari dell'identità della fanciulla, ma re Uberto gli rivela di Aurora il giovane allora lascia il castello arrabbiato.
Poco prima del tramonto, le fate portano Aurora al castello per festeggiare il suo compleanno. Malefica approfitta del fatto che è un momento sola la attira in una stanza nella torre, dove la ragazza si punge un dito col fuso di un arcolaio incantato, compiendo la maledizione. Le fate, accorse tardi mettono Aurora addormentata nella torre più alta e fanno un potente incantesimo su tutti i presenti, facendoli cadere in un sonno profondo fino alla rottura del maleficio. Poco prima che Uberto si addormenti, Flora lo sente dire a Stefano che suo figlio si è innamorato di una contadina e ripetendo le parole di Aurora, le fate si rendono conto che il giovane di cui la principessa si è invaghita è  Filippo corrono al cottage, solo per scoprire che il ragazzo è stato rapito da Malefica.
Nel suo regno la Montagna Proibita, la strega rivela l'identità di Aurora a Filippo. Gli spiega inoltre che intende rinchiuderlo finché non sarà un vecchio sull'orlo della morte, prima di liberarlo per incontrare la sua amata che al contrario non sarà invecchiata di un solo giorno, a causa dell' incantesimo. Le fate salvano Filippo e lo armano con la Spada della Verità e lo Scudo della Virtù. Dopo una rocambolesca fuga, durante la quale Serena pietrifica Diablo perché ha dato l'allarme, Malefica circonda il castello con una foresta di spine, ma il giovane la sfonda. Infuriata la strega si trasforma in un gigantesco drago sputafuoco, sopraffacendo Filippo. Le fate incantano la spada del principe che la scaglia dritta nel cuore di Malefica, uccidendola.
Filippo trova Aurora e la bacia, risvegliando lei e il resto del regno dal sonno. La coppia reale scende nella sala da ballo, dove la principessa si riunisce ai suoi genitori e danza felice con il suo amato sotto lo sguardo gioioso delle tre fate, anche se Flora e Serena riprendono a litigare sul colore dell' abito di Aurora.

## Personaggi
- Principessa Aurora, protagonista femminile della storia, ribattezzata dalle fate Rosaspina (Briar Rose). Crede nel vero amore e il suo unico desiderio è innamorarsi. È animata da Marc Davis.
- Principe Filippo (Phillip). Il protagonista maschile della storia. Crede nel vero amore e si innamorerà di Aurora, senza però sapere che è una principessa. È animato da Milt Kahl.
- Flora, la fata vestita di rosso. È la leader del gruppo di fate, probabilmente anche quella che si è affezionata di più ad Aurora ed è spesso in conflitto con Serenella. È animata da Frank Thomas e Ollie Johnston.
- Fauna, la fata vestita di verde. È quella che usa meno volte la magia ed è la più dolce e paziente. È animata da Frank Thomas e Ollie Johnston.
- Serenella (Merryweather), la fata più giovane vestita di blu, soprannominata Serenella dalle sorelle. È quella che più di tutte odia Malefica e l'unica a sfidarla ed è spesso in conflitto con Flora. È animata da Frank Thomas e Ollie Johnston.
- Malefica (Maleficent). Antagonista principale della storia, è una crudele strega che odia profondamente il Re Stefano e la Regina Leah per non averla invitata alla festa della nascita di Aurora. Cercherà di ucciderla in ogni modo possibile. È animata da Marc Davis (umana) e da Wolfgang Reitherman (drago).
- Re Stefano (Stefan), il padre della principessa Aurora. È animato da John Lounsbery.
- Regina Leah, la madre della principessa Aurora.
- Re Uberto (Hubert), il padre del principe Filippo. È molto amico di Re Stefano. È animato da John Lounsbery.
- Sansone (Samson), il cavallo bianco del Principe Filippo. È animato da Milt Kahl.
- Diablo, è il corvo molto fedele a Malefica che gli è molto affezionata.

## Produzione

### Panoramica e direzione artistica
La bella addormentata nel bosco restò in produzione per quasi tutti gli anni cinquanta: il lavoro sulla storia iniziò nel 1951, le voci vennero registrate nel 1952, l'animazione venne prodotta dal 1953 fino al 1958, e la colonna sonora stereofonica, per lo più sulla base del balletto di Čajkovskij, venne registrata nel 1957. Il film detiene una posizione di rilievo come ultimo film d'animazione Disney ad utilizzare rodovetri inchiostrati a mano. A partire dal film successivo, La carica dei cento e uno, la Disney si sarebbe spostata verso l'uso della xerografia per trasferire i disegni degli animatori dalla carta alla celluloide. La sua arte, che Walt Disney voleva apparisse come un'illustrazione vivente e che fu ispirata all'arte medievale, non era in tipico stile Disney. Poiché lo studio Disney aveva già fatto due film basati su fiabe, Biancaneve e i sette nani (1937) e Cenerentola (1950), Walt Disney voleva che questo film si distinguesse dai suoi predecessori, scegliendo uno stile visivo differente. Il film evitò l'aspetto morbido e arrotondato dei primi film Disney per usarne uno più stilizzato che corrisponde al periodo di tempo in cui è ambientato il film.
La bella addormentata nel bosco fu il primo film d'animazione ad essere fotografato nel processo widescreen Super Technirama 70, così come il secondo film d'animazione ad essere girato in ultra widescreen dopo Lilli e il vagabondo, il Classico Disney di quattro anni prima. Il film venne presentato in Super Technirama 70 e in stereofonia a 6 canali nelle prime proiezioni. Solo due altri film d'animazione, Taron e la pentola magica (1985) e Atlantis - L'impero perduto (2001), vennero girati in Technirama 70. La bella addormentata nel bosco fu l'unica fiaba animata Disney ad essere stata filmata in formato ultra widescreen prima di Frozen - Il regno di ghiaccio, 54 anni dopo.
Poiché venne usato il Super Technirama 70, gli sfondi avrebbero potuto contenere un artwork più articolato e complesso che non era mai stato usato in un film d'animazione prima di allora. Mentre lo scenografo regolare Disney, Ken Anderson, era incaricato del look del film, l'artista Disney Eyvind Earle venne nominato stilista dei colori del film e capo disegnatore dello sfondo; Disney gli diede una notevole libertà nella progettazione delle ambientazioni e nella selezione dei colori per il film. Earle dipinse anche la maggior parte degli sfondi da solo. I dipinti elaborati di solito impiegavano dai sette ai dieci giorni per venire colorati; al contrario, un tipico sfondo d'animazione impiegò solo una giornata di lavoro per venire completato. La decisione di Disney di dare a Earle tanta libertà artistica non era popolare tra gli animatori della Disney, che prima de La bella addormentata nel bosco avevano esercitato una certa influenza sullo stile dei loro personaggi e ambientazioni. Fu anche la prima volta che lo studio sperimentò il processo Xerox. Woolie Reitherman lo utilizzò sul drago come un modo per ingrandire e ridurre la sua dimensione, ma a causa dell'attrezzatura primitiva disponibile in questo test iniziale, le linee Xerox vennero poi sostituite con inchiostro e vernice tradizionale.
Chuck Jones, che aveva guadagnato fama come regista di animazione con la Warner Bros. Cartoons, lavorò al film. Lavorò con lo studio durante un breve periodo in cui la Warner Bros. aveva chiuso il reparto di animazione, anticipando che il cinema tridimensionale avrebbe sostituito l'animazione al box office. Quando lo studio riaprì dopo il fallimento del 3D, Jones terminò il suo lavoro alla Disney e tornò alla Warner Bros. Il suo lavoro su La bella addormentata nel bosco, su cui trascorse quattro mesi, non venne accreditato.

### Assenza di Walt Disney
Nel 1952, Disney prevedeva di far uscire il film per il Natale del 1955. Tuttavia, la produzione dell'animazione non iniziò prima del 1953. Walt Disney, preso da molti altri impegni, fu poco presente durante la lavorazione del film e ciò dilatò notevolmente i tempi di produzione. La sceneggiatura fu terminata solo nel 1954 e da quell'anno il film fu interrotto per circa ventiquattro mesi poiché lo studio era impegnato nella progettazione di Disneyland e del programma televisivo omonimo. La data fu posticipata al febbraio del 1957. Tuttavia il parco Disneyland assorbì molte risorse dello studio, soprattutto per quanto riguarda la finalizzazione e il design di molte attrazioni cosicché molti animatori furono impossibilitati a lavorare al film.
La produzione riprese solo nel 1956. Michael Barrier indica che quando Walt supervisionò il progetto, non fu soddisfatto, il budget si era così alzato che fu stabilito, per non subire ulteriori perdite, un minimo di animazione giornaliera: 8 ragazze, 32 uccelli di taglia media o un numero tale di scoiattoli. Nell'agosto '57, egli visionò una parte del progetto finale ma molti animatori come Dick Huemer e Harry Tytle sostennero che Walt pareva affaticato, e non diede che pochi commenti generali.
Diversi punti della storia di questo film nacquero da idee scartate per la precedente fiaba Disney che coinvolgeva un'eroina dormiente: Biancaneve e i sette nani. Essi includono Malefica che cattura il principe e lo deride, e la rocambolesca fuga di quest'ultimo. Disney scartò queste idee da Biancaneve perché i suoi artisti non erano in grado di disegnare un uomo abbastanza credibile all'epoca, anche se vennero incorporate nell'adattamento a fumetti. Scartate da Biancaneve, ma utilizzate in questo film, sono anche le idee della danza con il principe improvvisato (anch'esso usato, come "Principe Buckethead", nel fumetto di Biancaneve), e la sequenza fantasy del principe e la principessa che danzano tra le nuvole, che era stata considerata ma abbandonata per Cenerentola.
Prima che iniziasse la produzione dell'animazione, ogni scena del film venne fatta in una versione di riferimento live-action, con attori dal vivo in costume che servivano come modelli per gli animatori. Tutte le performance degli attori dal vivo venivano proiettate per il riferimento degli animatori, poiché Walt Disney insisteva sul fatto che gran parte dell'animazione de La bella addormentata nel bosco dovesse essere più vicina possibile all'azione dal vivo.

### Personaggi e sviluppo della storia

#### Aurora e Filippo
Il nome dato alla principessa dai suoi genitori biologici reali è Aurora, come nell'originale balletto di Čajkovskij. Questo nome appare anche nella versione di Perrault, non come nome della principessa ma come quello di sua figlia. Le fate la ribattezzano Rosaspina, il nome della principessa nella variante dei fratelli Grimm. Ella fu animata principalmente da Marc Davis, che aveva già lavorato a Cenerentola. La sua figura fu ispirata all'attrice Audrey Hepburn. In inglese è doppiata da Mary Costa mentre in italiano da Maria Pia Di Meo.
Ironicamente, la principessa Aurora, personaggio protagonista del film, appare per meno di diciotto minuti (escluso il tempo in cui appare come una bambina all'inizio). Per ciò fu molto criticata ed etichettata come anonima e scialba, se paragonata alle precedenti Biancaneve e Cenerentola che erano presenti sullo schermo per circa tutta la durata dei loro film. Helene Stanley era il riferimento live action per la principessa Aurora. L'unico filmato superstite della Stanley come riferimento live-action di Aurora è una clip dalla serie televisiva Disneyland, che consiste negli artisti che disegnano la sua danza con gli animali del bosco. Non era la prima o l'ultima volta che Stanley lavorava per la Disney; fornì anche i riferimenti live-action per Cenerentola e Anita da La carica dei cento e uno, e interpretò Polly Crockett ne Le avventure di Davy Crockett.
Al principe fu dato il nome principesco più familiare agli americani nel 1950: Filippo, dal nome di Filippo di Edimburgo, marito della regina Elisabetta II del Regno Unito. Il principe Filippo ha la particolarità di essere il primo principe Disney ad avere un nome, poiché i principi di Biancaneve e i sette nani e Cenerentola non vengono mai nominati. Paradossalmente il principe Filippo compare per più minuti della principessa Aurora e specialmente nella seconda parte, ha un ruolo quasi protagonista, sebbene non parli mai nella seconda parte del film. Il ruolo del principe Filippo fu modellato da Ed Kemmer, che aveva interpretato il comandante Buzz Corry nella serie televisiva Space Patrol cinque anni prima dell'uscita de La bella addormentata nel bosco. Per la sequenza della battaglia finale, Kemmer venne fotografato su un cervo di legno.

#### La strega
La strega malvagia venne giustamente chiamata Malefica. La sua presenza domina ogni scena in cui appare. Ella è secondo molti critici il personaggio più riuscito del film e forse uno dei cattivi Disney meglio definiti. Il modello live-action per Malefica divenne Eleanor Audley, che fu anche la doppiatrice del personaggio. Ella aveva già doppiato la matrigna in Cenerentola e doppierà Madame Leota nell'attrazione Disneyland La casa dei fantasmi. Anche la ballerina Jane Fowler servì come riferimento live-action per Malefica. Tra le attrici che si esibirono in filmati di riferimento per questo film ci furono anche Spring Byington e Frances Bavier.
Per Marc Davis, animatore del personaggio la difficoltà maggiore fu di rendere credibili i suoi movimenti: ella alza spesso le braccia prima di parlare e ciò doveva risultare plateale ma non eccessivamente manieristico, considerando anche che la figura di Malefica è sempre avvolta da un lungo mantello nero che ne rende i movimenti molto più pesanti; ciò sarà uno stile utilizzato anche per la pelliccia di Crudelia De Mon.
Griffin, in un suo controverso studio sull'omosessualità nei film Disney, associa il personaggio all'immagine della drag queen precisando che i suoi movimenti sono spettacolari e sottolineati dalla musica emotiva del compositore omosessuale Čajkovskij. Compari di Malefica sono i suoi mostriciattoli, le cui sembianze sono ispirate a delle gargolle, e il celebre corvo, vero alter ego animale dell'antagonista. Ella si serve del volatile per spiare le tre fate e cercare Aurora. Nonostante sia un animale, il corvo riesce a trovarla in meno di mezza mattinata, mentre i mostri che prima aveva incaricato Malefica l'hanno cercata senza successo per sedici anni. Da ciò si deduce la scarsa intelligenza degli scagnozzi della strega che, dopo lustri, cercavano ancora una bambina in fasce. Sia il corvo che i mostri furono animati da John Lounsbery.
Nel determinare il design di Malefica vennero respinte rappresentazioni standard di streghe e megere (poiché sarebbero assomigliate troppo alle due matrigne di Biancaneve e Cenerentola), così l'animatore Marc Davis optò per un look più elegante. Nella sua ricerca sulle opere d'arte del Medioevo si imbatté nell'immagine di una donna di carattere religioso, ma vestita in modo elegantemente diabolico con mantelle fluide e abiti simili a fiamme. Con questa immagine nella sua testa si incentrò sulla comparsa delle fiamme, incoronando infine l'antagonista con "le corna del diavolo". Egli si spinse fino al punto di dare a Malefica delle ali di pipistrello per il suo collare. Nella produzione finale i personaggi individuali delle tre fate buone e l'elegante cattiva dimostrarono di essere tra i punti forti del film.
Marc Davis non animò Malefica nella sua trasformazione in drago. Questa scena fu animata da Ken Anderson che lavorerà anche a Elliott il drago invisibile (1977). Questa forma ha delle somiglianze con le figure umane del personaggio, Eric Cleworth che lo animò s'ispiro a dei serpenti a sonagli: è possibile confrontare lo stile di questo drago con quello elegante, raffinato e buono de Il drago recalcitrante o quello più esuberante e maldestro di Maga Magò ne La spada nella roccia. Il personaggio fu doppiato in inglese da Eleanor Audley mentre in italiano da Tina Lattanzi, che aveva già doppiato la matrigna nel primo doppiaggio di Cenerentola.

#### Le tre fatine
Walt Disney aveva suggerito che le tre fate buone avrebbero dovuto assomigliarsi, ma gli animatori veterani Frank Thomas e Ollie Johnston obiettarono, dicendo che tre fate identiche non sarebbero state eccitanti. Scelsero di avere le fate diverse in personalità, aspetto e colori, proprio come il famoso trio di paperi Disney Qui, Quo e Qua. Inoltre l'idea comprendeva originariamente sette fate buone invece di tre, poiché ci sono sette fate buone nel riferimento principale della storia, la versione di Perrault.
Le tre fate hanno delle personalità molto distinte. Flora, quella con il vestito rosso, ha un forte atteggiamento autoritario, che la porta a proclamarsi leader del gruppo e a scontrarsi però molte volte con l'altra fatina, Serenella, dal vestito blu, con cui diverge su molte idee, fra cui la celebre questione del colore del vestito di Aurora, se debba essere rosa o blu, disputa destinata a non risolversi mai. La terza fata, Fauna, dal vestito verde, è invece la più calma e riflessiva, sebbene anch'ella non cada alcune volte in decisioni poco sensate come nell'ostinarsi a voler preparare una torta di compleanno senza aver mai cucinato nulla. Questa scena suscita comunque qualche perplessità e pare quasi un'incoerenza: come hanno fatto infatti le tre fatine a sopravvivere per sedici anni in una capanna nella foresta con una bambina senza le loro bacchette magiche, considerando che senza esse sono incapaci di fare qualsiasi cosa? La più avveduta delle tre pare comunque Serenella che intuisce subito la loro incapacità nel confezionare un vestito o un dolce, mentre Flora e Fauna sono ottusamente fiduciose nel contrario. Ovviamente dopo dei risultati disastrosi l'avrà vinta Serenella che riuscirà a prendere le bacchette e a rimediare al disastro.
Esse svolgono un ruolo di aiutanti, anche se molte volte divengono quasi delle protagoniste, determinanti nel lieto esito della storia. Filippo riesce a sconfiggere Malefica poiché Flora devia la sua spada nel cuore del drago. Nell'edizione originale Verna Felton doppia Flora, Barbara Luddy è Serenella e Barbara Jo Allen Fauna. In italiano la prima è doppiata dalla celebre Lydia Simoneschi (già doppiatrice della madre di Bambi e della fata Smemorina in Cenerentola), Flaminia Jandolo la seconda e Rina Morelli la terza.

### Scene eliminate
Una delle scene che non venne inclusa nel film, presente invece sotto forma di storyboard nell'edizione in Blu-ray, riguarda la scena in cui Aurora si trova da sola in una delle stanze del castello e viene attirata da Malefica. In questa sequenza la principessa sente una voce rauca che chiama il suo nome; la segue fino ad arrivare nella stanza di una torre dove trova una vecchia donna (presumibilmente la strega sotto mentite spoglie) vicino ad un arcolaio. L'anziana le dice che esso è magico e che può realizzare qualunque desiderio solo toccando la punta del fuso con un dito. In una scena eliminata dal film Diablo è un avvoltoio il quale parla insieme agli usignoli che lo comunicano.
La scena venne tagliata perché troppo simile a quella di Biancaneve e i sette nani in cui la Regina Grimilde, sotto forma di vecchietta, offre a Biancaneve la mela avvelenata chiamandola appunto la "mela dei desideri". Un'altra scena tagliata riguarda la maledizione che Malefica lancia alla piccola Aurora il giorno del suo battesimo: in questo caso Re Stefano è più duro e scostante con la strega (a differenza del film che ne è parzialmente intimorito) e quest'ultima non compare improvvisamente, come nella pellicola, ma pretende di essere annunciata dal banditore di corte, entrando come una normale invitata.

### Musica
La parte musicale fu affidata a George Bruns, ma anche a una squadra composta da Tom Adair, Winston Hibler, Ted Sears, Erdman Penner, Sammy Fain e Jack Lawrence che furono incaricati delle canzoni. Bruns s'occupò di adattare il balletto di Čajkovskij per il formato cinematografico. La musica della canzone Lo so, come molte parti strumentali, furono prese dal balletto La bella addormentata nel bosco di Čajkovskij, di cui un terzo fu conservato e adattato per il film. La colonna sonora fu registrata in stereofonia, insieme alla Grand Canyon Suite per il film Grand Canyon del Colorado che sarà abbinato al Classico nei cinema.

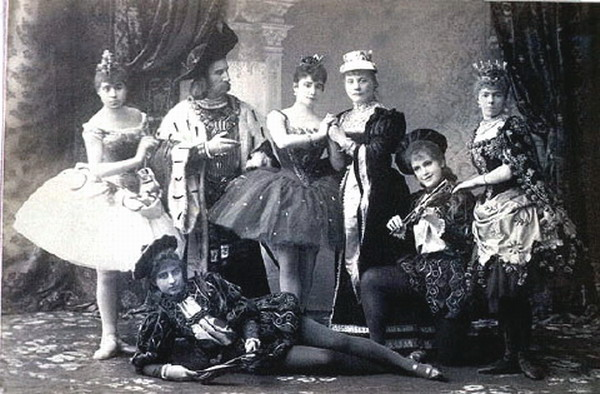
La prima rappresentazione della pièce il 15 gennaio 1890

#### Corrispondenze con il balletto di Čajkovskij[24]

##### Prologo
- Ouverture, andantino (tema della fata di Lilla): Inizio del film (ouverture del libro di storie) e scena della visione, nella prigione del principe.
- N°1, Marcia: Coro del battesimo.
- Variazione nº 3 della fata Candide: Ritorno della Principessa al palazzo, a sedici anni.
- Variazione nº 4 della fata Canarin che canta: Arrivo delle fate al battesimo.
- N° 4, finale: Fuga dal carcere e lotta contro i mostri e gli incantesimi di Malefica.

##### Atto I
- Scena 5 Collera del Re: Il principe nella foresta di rovi.
- Moderato con moto: Arrivo della principessa al palazzo.
- N° 6, Valzer, tema principale: Canzone Once Upon a Dream (Lo so). La fine del tema fu rimaneggiata. Serve comunque da Leitmotiv per evocare l'amore di Aurora e Filippo.
- Danza delle damigelle d'onore e dei paggi: Preparazione del dolce e del vestito.
- Coda della danza di Aurora: Tema corale dei doni delle fate; fu ampiamente rimaneggiato nel ritmo.
- N°9, Finale: Entrata delle fate nel castello.
  - Battuta 60: Tema della trasformazione di Malefica in drago. Sarà utilizzato da Bruns anche per La spada nella roccia.
  - Battuta 69: Scena degli arcolai bruciati.
  - Allegro vivo: Combattimento contro il drago.

##### Atto II
- Primo pannello: Cavalcata del principe dopo il colloquio col padre.
- Entr'acte sinfonico e scena, andante misterioso: Le fate arrivano al castello di Malefica.

##### Atto III
- Battuta 111: Fuga del principe dal carcere. Pietrificazione del corvo.
- Variazione nº 2 della fata d'argento: Leitmotiv per le fatine. Utilizzato nella scena della torta.
- N° 24, poco di carattere: Tema di Malefica. Da non confondersi col tema della fata Carabosse che nel film non è presente.
- N°25, passo a quattro: vocalismi di Aurora nel bosco.
- Apoteosi: Discesa di Aurora e Filippo dalla scalinata.

## Colonna sonora
La colonna sonora del film e le canzoni, che vedono il lavoro dei Berliner Symphoniker, sono arrangiamenti o adattamenti di numeri del balletto del 1890 La bella addormentata di Pëtr Il'ič Čajkovskij.

### Tracce
1. Lo so
2. Salve principessa Aurora
3. I doni della bellezza e della voce / Arriva Malefica / Il vero amore trionfa
4. Il rogo degli arcolai / Il piano delle fate
5. La frustrazione di Malefica
6. Una casetta nel bosco
7. Hai sentito? / Mi domando
8. Un principe bizzarro / Lo so
9. Pulizie magiche / Celeste o rosa?
10. Si svela il segreto
11. Coppe / Baruffa regale
12. Arriva il principe / Chi lo dice al re?
13. Il ritorno di Aurora / Il maleficio di Malefica
14. Povera Aurora / Dormi
15. La montagna proibita
16. La favola si avvera
17. La battaglia con le forze del male
18. Il risveglio
19. Finale

## Distribuzione
Il braccio di distribuzione della Disney, la Buena Vista Distribution, distribuì originariamente La bella addormentata nel bosco nei cinema sia in stampe standard 35 millimetri che in stampe di grande formato 70 millimetri. Le stampe in Super Technirama 70 vennero equipaggiate con audio stereofonico a sei tracce; alcune stampe Technirama 35 millimetri compatibili con il CinemaScope vennero distribuite con quattro tracce stereo, e altre avevano colonne sonore mono. Nell'uscita iniziale, La bella addormentata nel bosco venne accoppiato con il cortometraggio documentario Grand Canyon, che vinse l'Oscar al miglior cortometraggio.

### Data di uscita
Le date di uscita internazionali sono state:
- 29 gennaio 1959 negli Stati Uniti
- 6 febbraio in Brasile (A Bela Adormecida)
- 9 luglio in Argentina (La bella durmiente)
- 29 luglio nel Regno Unito
- 30 ottobre in Germania Ovest (Dornröschen und der Prinz)
- 13 dicembre in Irlanda
- 16 dicembre in Francia (La belle au bois dormant)
- 17 dicembre nei Paesi Bassi (Doornroosje)
- 18 dicembre in Finlandia (Prinsessa Ruusunen)
- 19 dicembre in Svezia (Törnrosa)
- 21 dicembre in Italia[26]
- 24 dicembre in Australia e Messico (La bella durmiente)
- 26 dicembre in Danimarca e Norvegia (Tornerose)
- 15 gennaio 1960 in Austria
- 26 maggio a Hong Kong
- 23 luglio in Giappone (Nemureru mori no bijo)
- 3 ottobre in Spagna (La bella durmiente)
- 16 dicembre in Emirati Arabi Uniti
- 2 aprile 1961 in Portogallo ( A Bela Adormecida)
- 23 aprile 1962 in Turchia (Uyuyan Prenses)
- 30 giugno 1966 in Ungheria (Csipkerózsika)
- 10 ottobre 1969 in Germania Est (Dornröschen)
- 24 maggio 1999 in Kuwait

### Edizione italiana
Il doppiaggio italiano del film venne eseguito dalla CDC negli stabilimenti Fono Roma, e diretto da Giorgio Bonora su dialoghi di Roberto De Leonardis, con la direzione musicale di Alberto Brandi.

### Principali redistribuzioni
- Stati Uniti: 10 giugno 1970, 28 settembre 1979, 7 marzo 1986, 22 agosto 2002
- Italia: 23 dicembre 1969, 16 marzo 1978, 30 marzo 1985, 24 marzo 1989
- Francia: 1º aprile 1971, 25 marzo 1981, 26 giugno 1987, 28 giugno 1995
- Finlandia: 22 dicembre 1972, 18 agosto 1995
- Germania Ovest: 16 giugno 1977
- Emirati Arabi Uniti: 11 febbraio 1977, 17 dicembre 1982, 14 ottobre 1989, 6 agosto 1993, 15 dicembre 1996
- Giappone: 21 luglio 1984, 9 luglio 1988, 16 dicembre 1995
- Danimarca: 4 agosto 1995
- Germania (unita): 24 agosto 1995
- Svezia: 8 settembre 1995

### Edizioni home video

#### VHS
La prima edizione VHS del film uscì in Italia nell'ottobre 1988 per il noleggio e due anni dopo fu distribuita per la vendita, mantenendo invariata la data nel retro. Nuove edizioni in VHS del film uscirono nel settembre 1994 e nel maggio 2001.

#### DVD
La prima edizione DVD del film uscì nel novembre 2002. Il DVD presentava il film in formato 2.35:1. Dal 20 dello stesso mese il DVD era disponibile anche in un cofanetto intitolato "Le Principesse Disney" con La bella e la bestia e Cenerentola II - Quando i sogni diventano realtà.
La seconda edizione DVD uscì il 15 ottobre 2008, in occasione del 50º anniversario del film, in un cofanetto da due dischi, insieme alla prima edizione BD, come dodicesimo titolo delle Walt Disney Platinum Editions. Il DVD includeva il film con un nuovo restauro digitale nell'aspect ratio originale.

#### Blu-ray
La prima edizione Blu ray uscì il 15 ottobre 2008, insieme alla seconda edizione DVD, come dodicesimo titolo delle Walt Disney Platinum Editions. Si tratta della prima Platinum Edition ad essere uscita in Blu ray.

## Accoglienza

### Incassi
Durante la sua uscita originale nel 1959, La bella addormentata nel bosco incassò circa 7,7 milioni di dollari. I costi di produzione, pari a 6 milioni, lo resero il film Disney più costoso fino ad allora, e oltre due volte più costoso di ciascuno dei tre precedenti Classici Disney. I costi di produzione elevati de La bella addormentata nel bosco, insieme alla performance insoddisfacente di gran parte degli altri film distribuiti dalla Buena Vista nell'annata 1959-1960, portarono l'azienda a pubblicare la sua prima perdita annuale in un decennio per l'anno fiscale 1960, e licenziamenti in massa vennero attuati in tutto il dipartimento di animazione.
Come Alice nel Paese delle Meraviglie (1951), che pure non ebbe successo inizialmente, La bella addormentata nel bosco non venne mai riproposto nelle sale nel corso della vita di Walt Disney. Tuttavia ebbe molte riedizioni nei cinema nel corso dei decenni. Il film venne rieditato nelle sale americane nel 1970, 1979, 1986 e 1995. In Italia invece le riedizioni ebbero luogo nel 1978, 1985, 1989 e 2000. Queste uscite successive de La bella addormentata nel bosco l'hanno reso il secondo film di maggior successo uscito nel 1959 dopo Ben-Hur, con un incasso totale di 51,6 milioni di dollari.

### Critica
Il film venne accolto con recensioni contrastanti da parte della critica, che ne fece notare spesso il ritmo lento e i personaggi poco sviluppati. Tuttavia, la pellicola ha mantenuto un forte seguito e viene oggi considerato uno dei migliori film d'animazione mai realizzati, grazie ai suoi disegni stilizzati del pittore Eyvind Earle, che era anche il direttore artistico del film, la sua lussureggiante colonna sonora e la sua presentazione in widescreen di grande formato 70 millimetri con suono stereofonico. Rotten Tomatoes ha dato al film un punteggio "Certified Fresh" del 91% da 34 recensioni con una valutazione media di 7,7/10. Il suo consenso afferma che "questo dreamscape Disney contiene momenti di grandezza, con i suoi colori lussureggianti, l'aria magica e uno dei cattivi più minacciosi del canone Disney". Carrie R. Wheadon di Common Sense Media ha dato al film cinque stelle su cinque, scrivendo: "Il classico Disney è piacevole, ma a volte spaventoso". Morando Morandini lo giudicò come "uno dei meno riusciti della ditta Disney" e salvò solo "le tre querule fatine" assegnando al film solo due stelle su cinque. Dal 9 luglio al 13 agosto 2012, l'Academy of Motion Picture Arts and Sciences ha organizzato "The Last 70MM Film Festival" presso il Samuel Goldwyn Theater, dove l'Academy, i suoi membri e l'industria di Hollywood hanno riconosciuto l'importanza, la bellezza e la sontuosità della pellicola in formato 70 millimetri e come la sua immagine e la qualità sia superiore a quella della cinematografia digitale. L'Academy ha scelto i seguenti film, girati in 70 millimetri, per essere proiettati in modo da farne una dichiarazione, così come per ottenere un nuovo apprezzamento per i film familiari in un modo mai impiegato prima. I film selezionati sono stati Questo pazzo, pazzo, pazzo, pazzo mondo, La bella addormentata nel bosco, Grand Prix, Tutti insieme appassionatamente, 2001: Odissea nello spazio e Spartacus, insieme ad altri cortometraggi in formato 70 millimetri.

## Riconoscimenti
- 1960 – Premio Oscar
  - Candidatura Migliore colonna sonora a George Bruns
- 1959 – Grammy Award
  - Candidatura Miglior colonna sonora
- 1960 – Young Artist Award[36]
  - Candidatura Miglior film musicale

Liste dell'American Film Institute
- AFI's 100 Years... 100 Heroes and Villains – Candidatura Best Villain Malefica[37]
- AFI's 10 Top 10 – Candidatura Miglior film d'animazione[38]

Nel 2019 è stato scelto per la conservazione nel National Film Registry della Biblioteca del Congresso degli Stati Uniti

## Altri media

### Film
Nel film Chi ha incastrato Roger Rabbit, i sicari di Malefica appaiono nel lotto dello studio Maroon Cartoni.
La prima storia completamente nuova con i personaggi del film (tranne Malefica) appare nel film d'animazione direct-to-video Le magiche fiabe delle Principesse Disney: Insegui i tuoi sogni, distribuito il 4 settembre 2007. Mary Costa, la voce originale di Aurora, non si affezionò a questa storia e sentì che non funzionava.
Aurora appare, con altre principesse, nel film Ralph spacca Internet.

### Televisione
La principessa Aurora, il principe Filippo, Flora, Fauna e Serenella sono presenti come ospiti nella serie animata House of Mouse - Il Topoclub, e Malefica è uno degli antagonisti nel film direct-to-video Topolino & i cattivi Disney, tratto dalla serie. Flora, Fauna e Serenella appaiono anche nella serie animata Sofia la principessa, dove sono le insegnanti della protagonista e anche Aurora farà una breve apparizione in un episodio.
Nella serie televisiva C'era una volta, una versione live-action di Malefica appare nel secondo episodio e nel finale della prima stagione, poiché è una sinistra avversaria della regina Grimilde. Il suo ruolo è stato interpretato da Kristin Bauer van Straten. Nella seconda e terza stagione, le incarnazioni live-action di Aurora e Filippo sono interpretate rispettivamente da Sarah Bolger e Julian Morris.
Il film televisivo Descendants, prodotto e trasmesso da Disney Channel nel 2015, vede fra le protagoniste Mal e Audrey (figlie rispettivamente di Malefica e di Aurora), oltre a far comparire la stessa Malefica (interpretata da Kristin Chenoweth) e Judith Maxie nei panni della regina Leah. Fanno come cameo anche Aurora e il principe Filippo alla coronazione del principe Ben.

### Videogiochi
Aurora è una delle sette Principesse del Cuore nel popolare videogioco Square Enix Kingdom Hearts (anche se le sue apparizioni sono brevi), e Malefica è un'antagonista in Kingdom Hearts, Kingdom Hearts: Chain of Memories e Kingdom Hearts II, e una breve alleata al culmine di quest'ultimo. Le buone fate appaiono in Kingdom Hearts II, dando a Sora dei vestiti nuovi. Il corvo appare in Kingdom Hearts II per resuscitare la sua padrona sconfitta. Il gioco per PSP Kingdom Hearts Birth by Sleep offre un mondo basato sul film, Dominio Incantato, e i personaggi che vi appaiono sono Aurora, Malefica, i sicari di Malefica, le tre fate e il principe Filippo, e quest'ultimo serve come membro temporaneo del gruppo di Aqua durante la sua battaglia contro Malefica e i suoi scagnozzi. Aurora inoltre è un personaggio giocabile nei videogiochi delle Principesse Disney, e appare nel videogioco Kinect Disneyland Adventures. Malefica apparirà come un personaggio sbloccabile nel videogioco Disney Infinity 2.0 - Marvel Super Heroes verso la fine del 2014.

### Parchi a tema
La bella addormentata nel bosco venne prodotto mentre Walt Disney stava costruendo Disneyland (da qui il tempo di produzione di quattro anni). Per contribuire a promuovere il film, gli Imagineers chiamarono l'icona del parco "Sleeping Beauty Castle" (originariamente avrebbe dovuto essere di Biancaneve). All'interno del castello vuoto nel 1957 venne aggiunta una mostra, dove gli ospiti potevano esplorare il castello visualizzando diorami con le scene del film, che vennero migliorati con figure animate nel 1977. Chiuse poco dopo gli attentati dell'11 settembre 2001, presumibilmente perché i corridoi bui e non monitorati erano un rischio. Dopo essere stato chiuso per sette anni, lo spazio espositivo venne interamente ristrutturato per ripristinare l'originale esposizione del 1957, e riaprì agli ospiti il 27 novembre 2008. Vennero effettuate sistemazioni anche al piano terra con una versione "virtuale" per i disabili che non sono in grado di salire le scale. Hong Kong Disneyland aprì nel 2005, anch'esso con uno Sleeping Beauty Castle che quasi replica il design originale di Disneyland.
Il castello della Bella Addormentata a Disneyland Paris è una variante dello Sleeping Beauty Castle. La versione che si trova a Disneyland Paris ricorda molto di più la direzione artistica del film. Il castello dispone di un drago animatronico, somigliante alla trasformazione di Malefica, che si trova nella prigione del livello inferiore - La Tanière du Dragon. L'edificio contiene anche La Galerie de la Belle au Bois Dormant, una galleria di esposizioni che illustrano la storia de La bella addormentata nel bosco in arazzi, vetrate e figure.
La principessa Aurora (e, in misura minore, il principe Filippo, le tre buone fatine e Malefica) fa regolari apparizioni in parchi e sfilate. Malefica è caratterizzata come uno dei cattivi della mostra notturna Fantasmic! a Disneyland e ai Disney's Hollywood Studios.

### Adattamento teatrale
Una versione musical in scala ridotta del film con il titolo Disney's Sleeping Beauty KIDS viene spesso eseguita da scuole e teatri per bambini.

### Gioco da tavolo
Walt Disney's Sleeping Beauty Game (1958) è un gioco da tavolo per bambini della Parker Brothers da due a quattro giocatori basato su La bella addormentata nel bosco. Lo scopo del gioco è quello di essere il primo giocatore in possesso di tre diverse carte illustrate a raggiungere il castello e lo spazio con la scritta "The End". Le distorsioni operate dalla Disney sulla fiaba sono incorporate nel gioco, e la "grafica mozzafiato" della Disney illustra il tavolo da gioco.

### Remake live-action
Nel film live action della Walt Disney Pictures Maleficent, uscito il 28 maggio 2014, la storia è stata re-immaginata dalla prospettiva di Malefica. Angelina Jolie interpreta Malefica ed Elle Fanning è la principessa Aurora, la bella addormentata nel bosco. Il film è diretto da Robert Stromberg al suo debutto come regista, prodotto da Don Hahn e Joe Roth e scritto da Paul Dini e Linda Woolverton.

### Romanzo
Un romanzo tratto dal film è stato pubblicato dalla Giunti editore con il titolo C'era una volta un sogno, e racconta la stessa storia ma con un twist differente che risponde alla domanda E se Aurora non si fosse mai svegliata?. Il libro è stato scritto da Liz Braswell.